# Juzbado
Juzbado es un municipio y localidad española de la provincia de Salamanca, en la comunidad autónoma de Castilla y León. Se integra dentro de la comarca de la Tierra de Ledesma. Pertenece al partido judicial de Salamanca y a la Mancomunidad Comarca de Ledesma.
Su término municipal está formado por las localidades de Carrascal, Juzbado y Olmillos además de por el despoblado de Palancares, ocupa una superficie total de 21,74 km² y según los datos demográficos recogidos por el INE en el año 2017, cuenta con una población de 173 habitantes.

## Geografía
Juzbado es un municipio situado en el centro-norte de la provincia de Salamanca, a 22 kilómetros al oeste de la capital. Está situado a orillas de la margen derecha del río Tormes, separado del cauce por una amplia vega. Los paisajes predominantes en Juzbado son de ribera y dehesa, entrelazándose con campos de secano al norte de la carretera SA-300, huertas al sur en la vega y peñas y berrocales de granitos que sirven de sustrato firme para una villa auténtica y tormesina de no más de 200 habitantes. La extensión del municipio es de 21,74 km² y se encuentra a una altitud de 796 m. Las poblaciones más cercanas son Torrecilla del Río (2,3 km), Almenara de Tormes (3,4 km), San Pelayo de Guareña  y Carrascal de Velambelez (3,7 km). Desde Almenara de Tormes se puede acceder a Juzbado a través del camino de Santa lucía. Otro de los caminos más paseado es el Viejo camino de los Baños situado en Tierra de Ledesma. El trazado de dicho camino discurre por un paraje de dehesa fantásticamente conservado que bordea el río Tormes, catalogado como Lugar de Interés Comunitario (LIC). Su traza era en la antigüedad una calzada que unía Juzbado con Baños de Ledesma y que ha sido recuperada para el senderismo.
Juzbado conserva buena parte de su poblamiento tradicional y de su patrimonio etnográfico, aunque su mayor riqueza es la complementariedad que ofrece su entorno natural, y la adaptación histórica del casco urbano a los escarpes, atalayas y peñas que sirven de encrucijada entre la vega del Tormes al sur y las dehesas y campos de secano al norte. Sendas identidades paisajísticas encuentran en Juzbado un nexo de unión cuyo exponente más representativo lo configura un territorio fluvial agreste y rocoso. El río Tormes es en gran medida una de las expresiones más notables del municipio y por eso uno de los tesoros que, con mayor cuidado y sensibilidad, se nos presenta como un motivo innegable para la contemplación y disfrute de las generaciones venideras.

## Historia
El hallazgo de un verraco vettón en este municipio nos da muestra de la presencia humana en su término desde al menos el s. V a. C. y su poblamiento por parte de los mencionados vettones. No obstante, la fundación de Juzbado en su actual emplazamiento se debe a los reyes leoneses, que repoblaron esta localidad en la Alta Edad Media con gentes procedentes de Galicia, Asturias y el norte leonés, correspondiendo a Ramiro II de León su fundación en el siglo X, denominándose entonces Iusvado, nombre del que deriva el actual. En 1173 fue donado por el rey Fernando II de León al obispo de Salamanca como señorío particular. En 1833, con la creación de las actuales provincias, pasó a integrar la provincia de Salamanca, dentro de la Región Leonesa.

## Geografía humana

### Demografía
Cuenta con una población de 183 habitantes (INE 2024).
| Gráfica de evolución demográfica de Juzbado entre 1842 y 2021                                                         |
| |
| Población de derecho según los censos de población del INE. Población de hecho según los censos de población del INE. |

### Núcleos de población
El municipio se divide en cuatro núcleos de población, que poseían la siguiente población en 2015 según el INE.
| Núcleo de población | Población |
| ------------------- | --------- |
| Juzbado             | 162       |
| Carrascal           | 3         |
| Olmillos            | 1         |
| Palancares          | 0         |

### Economía
En 1985 comenzó a funcionar Enusa, una fábrica de combustible nuclear. Su actividad comprende el suministro de las materias primas y su procesado hasta la obtención del combustible, que es empleado en las centrales nucleares españolas y en otras de distintos países como Alemania o Rusia.
También es notable la agricultura que se nutre del canal de Zorita, permitiendo el cultivo de maíz en las partes bajas junto al Tormes. El cereal y la ganadería extensiva también subsisten con la presencia de ganaderías de vacuno y trashumantes de ovino. Entre todos los ámbitos económicos comienzan a tomar relevancia los dirigidos al turismo de naturaleza, destacando el turismo rural, la restauración y el deporte de naturaleza. La proximidad a Salamanca y al balneario de los Baños de Ledesma, junto a una incipiente actividad cultural, otorgan a este municipio una peculiaridad que la distingue de los entornos más próximos.

## Administración y política
| Partido político                              | 2019  | 2019  | 2019       | 2015  | 2015  | 2015       | 2011  | 2011  | 2011       | 2007  | 2007  | 2007       | 2003  | 2003  | 2003       |
| Partido político                              | %     | Votos | Concejales | %     | Votos | Concejales | %     | Votos | Concejales | %     | Votos | Concejales | %     | Votos | Concejales |
| Partido Socialista Obrero Español (PSOE)      | 76,51 | 114   | 5          | 75,83 | 91    | 5          | 75,56 | 102   | 5          | 71,09 | 91    | 5          | 23,08 | 33    | 0          |
| Partido Popular (PP)                          | 18,12 | 27    | 0          | 15,83 | 19    | 0          | 16,30 | 22    | 0          | 15,63 | 20    | 0          | 37,06 | 53    | 2          |
| Ciudadanos (Cs)                               | —     | —     | —          | 30,56 | 22    | 0          | —     | —     | —          | —     | —     | —          | —     | —     | —          |
| Coalición SI por Salamanca (SI)               | —     | —     | —          | —     | —     | —          | 5,93  | 8     | 0          | —     | —     | —          | —     | —     | —          |
| Unión del Pueblo Salmantino (UPSa)            | —     | —     | —          | —     | —     | —          | —     | —     | —          | 4,69  | 6     | 0          | 43,36 | 62    | 3          |
| Unidad Regionalista de Castilla y León (URCL) | —     | —     | —          | —     | —     | —          | —     | —     | —          | —     | —     | —          | 0,70  | 1     | 0          |

## Cultura

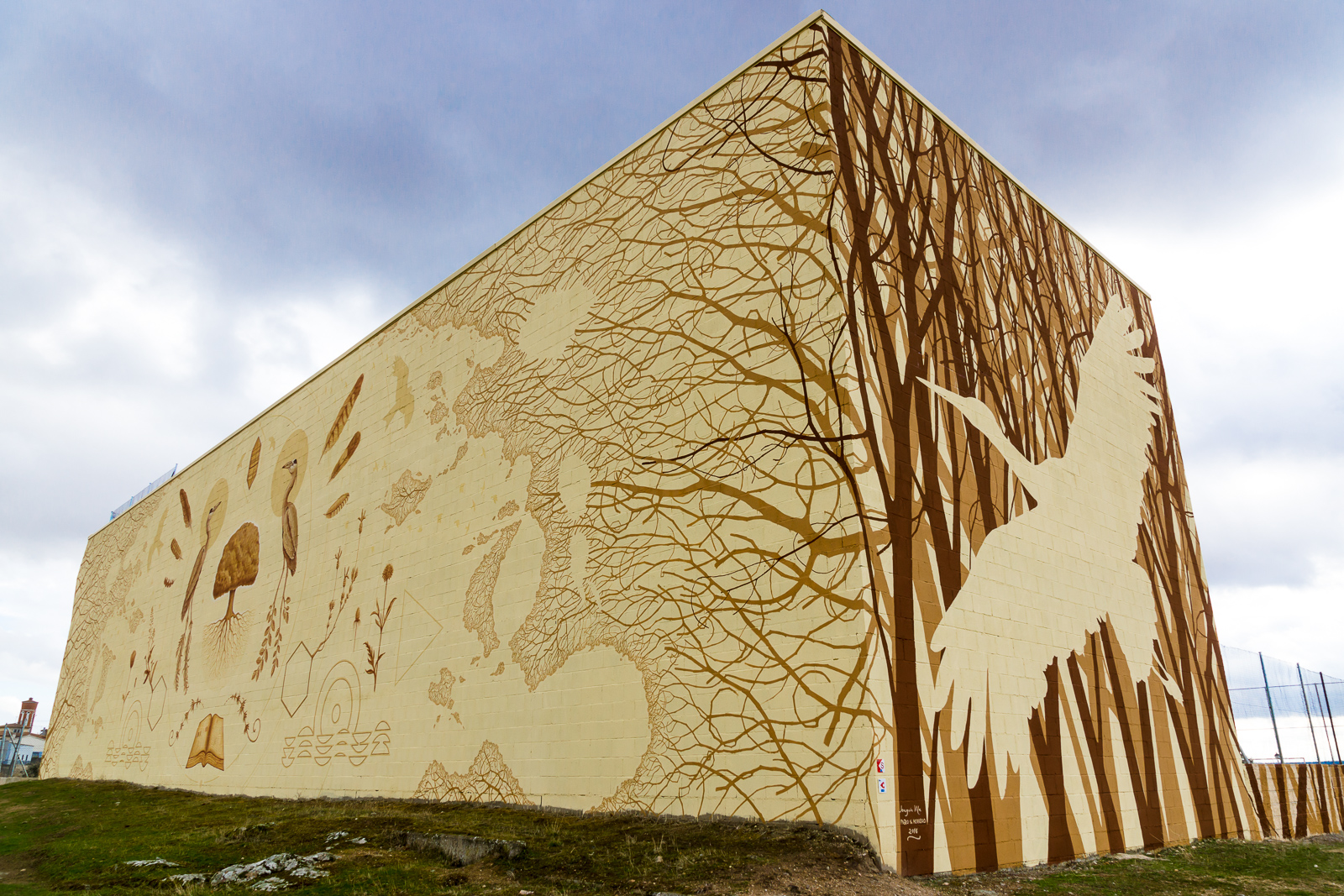
Frontón en Juzbado

### Museo de la Falla
En 2013 se inauguró el Museo de la Falla. Se trata de un centro de interpretación pionero en Castilla y León, desarrollado en un accidente geológico de más de 160 km de longitud entre España y Portugal. Está situado en una antigua casa tradicional, sobre la Peña del Castillo y con vistas panorámicas al río Tormes y su ribera. La visita se organiza a lo largo de 5 áreas temáticas, repartidas en dos plantas, en las cuales lo más destacado son los tipos de fallas geológicas, los granitos y pizarras, el paisaje, las herramientas del geólogo y la evolución geológica de Juzbado. Todo ello se presenta en maquetas y paneles, así como a través de un documental que narra el descubrimiento de la falla.
Además los entornos del museo presentan unas placas de bronce con poemas que han leído autores de talla nacional e internacional y que complementan la necesidad de entender el paisaje no solo como un elemento geológicos, sino también como espacio en constante transformación, susceptible de contemplación y generador de emociones.

### Fiestas
Las fiestas patronales se celebran a finales de septiembre. Concretamente el día 29, en honor a San Miguel Arcángel. También se celebran las fiestas de verano, generalmente a mediados del mes de julio.